# Bituminaria
Bituminaria Heist. ex Fabr. è un genere di piante perenni della famiglia delle Fabacee.

## Tassonomia
Comprende le seguenti specie:
- Bituminaria antiatlantica Brullo, C.Brullo, Cambria, Cristaudo & Giusso
- Bituminaria atropurpurea (Maire) Bogdanović, C.Brullo, Brullo, Cambria & Giusso
- Bituminaria basaltica Miniss., C.Brullo, Brullo, Giusso & Sciandr.
- Bituminaria bituminosa (L.) C.H.Stirt.
- Bituminaria flaccida (Nábělek) Greuter
- Bituminaria kyreniae Giusso, C.Brullo, Brullo, Cambria & Miniss.
- Bituminaria morisiana (Pignatti & Metlesics) Greuter
- Bituminaria palaestina (Bassi) Brullo, C.Brullo, Miniss., Salmeri & Giusso
- Bituminaria plumosa (Rchb.) Bogdanović, C.Brullo, Brullo, Ljubičić & Giusso
- Bituminaria tunetana C.Brullo, Brullo, Cambria, El Mokni & Giusso